# After... (videojuego)
After... es una novela visual japonesa para adultos desarrollada por Ciel que salió a la venta el 27 de junio de 2003, y que puede jugarse en CD o DVD. La primera versión en DVD incluye una guía y un CD con la banda sonora, y la primera versión en CD incluye una guía y una alfombrilla para el ratón. Posteriormente, se hicieron adaptaciones a la Dreamcast y a la PlayStation 2, como After... ~Wasureemu Kizuna~. Ambas adaptaciones incluyen sus propios personajes exclusivos y nuevos escenarios que no estaban en la versión original para PC.

## Juego
La jugabilidad requiere poca interacción por parte del jugador, ya que la mayor parte de la duración del juego se dedica a leer el texto que aparece en la pantalla; este texto representa el diálogo entre los distintos personajes o los pensamientos internos del protagonista. Cada cierto tiempo, el jugador llegará a un "punto de decisión" en el que se le da la oportunidad de elegir entre las opciones que aparecen en la pantalla, normalmente dos o tres a la vez. Durante estos momentos, el juego se detiene hasta que se hace una elección que hace avanzar la trama en una dirección específica, dependiendo de la elección que haga el jugador.

## Personajes
- Yūichi Takawashi (高鷲祐一 Takawashi Yūichi?)
- Kanami Shiomiya (汐宮香奈美 Shiomiya Kanami?)
- Nagisa Takawashi (高鷲渚 Takawashi Nagisa?)
- Yōko Kishi (喜志陽子 Kishi Yōko?)
- Kōtarō Takidani (滝谷紘太郎 Takidani Kōtarō?)
- Keishō Abiko (我孫子慶生 Abiko Keishō?)
- Miyuki Chihaya (千早美雪 Chihaya Miyuki?)
- Saori Mikkaichi (三日市沙織 Mikkaichi Saori?)
- Satoshi Kamuro (学文路聡 Kamuro Satoshi?)
- Cypher (サイファ Saifa?)
- Lou (ルー Rū?)

## Publicación
After.. se presentó por primera vez en Japón el 27 de junio de 2003, como Microsoft Windows. Pionesoft desarrolló dos versiones para consolas de consumo para la Dreamcast y la PlayStation 2 con contenido para adultos, que salieron a la venta el 26 de febrero de 2004, en edición limitada y normal. Ambas versiones llevaban el título After... ~Wasureemu Kizuna~  (After...～忘れえぬ絆～, lit. "After... ~Unforgettable Bond~"). Una versión reproducible como juego de televisión en DVD titulada After... DVDPG fue lanzada el 25 de febrero de 2007; y una versión jugable como juego de televisión en Blu-ray fue lanzada el 21 de mayo de 2010. El 26 de agosto de 2005, se lanzó una versión que contenía tanto el juego original como su fandisc llamada After... -Story Edition-.
After... Sweet Kiss, un fandisc para el juego original lanzado el 19 de diciembre de 2003. Contiene historias secundarias para las tres heroínas principales junto con accesorios de escritorio.

## Anime
After... fue adaptado como OVA hentai por Milky Label Animation. Se publicó en dos DVD entre el 25 de agosto de 2007 y el 25 de enero de 2008. Media Blasters licenció la OVA de dos episodios y la lanzó en los Estados Unidos a través de Kitty Media en Blu-ray y DVD el 28 de septiembre de 2021, con un nuevo doblaje en inglés con las actrices de doblaje estadounidenses Yara Naika y Diana Lockheart.